# 小行星7225
小行星7225（英語：7225 Huntress）是一颗围绕太阳公转的小行星。1983年1月22日，愛德華·鮑威爾在可可尼诺县发现了此天体。
这颗小行星的绝对星等为203.5523339871476等。